# Drogiszka
Drogiszka – wieś sołecka w Polsce położona w województwie mazowieckim, w powiecie mławskim, w gminie Strzegowo.

## Historia
Pierwsza wzmianka źródłowa o wsi Drogiszka pochodzi z 1413 roku. W połowie XV wieku Drogiszka była własnością Stanisława z Drogiszki. W XVI wieku dziedzicami wsi był ród Narzymskich herbu Dołęga. Z fundacji Mikołaja Narzymskiego w 1644 roku wzniesiono istniejący do dziś drewniany kościół pw. Świętego Krzyża, wcześniej pw. św. Rocha, do którego w XVIII w. dobudowano drewnianą dzwonnicę. W XVIII w. wieś przeszła na własność rodu Zielińskich herbu Świnka. Sanktuarium Świętego Krzyża to miejsce lokalnych pielgrzymek. Tu także odbywają się największe odpusty.
Najliczniejsze rzesze pątników przybywają do sanktuarium w święto Przemienienia Pańskiego (6 sierpnia) i święto Podwyższenia Krzyża (14 września). Szczególną popularnością cieszy się, znajdująca się w pobliżu kościoła studzienka ze źródlaną wodą. Wierni przypisują wodzie uzdrowicielską moc.
W latach 1975–1998 miejscowość administracyjnie należała do województwa ciechanowskiego.

## Urodzeni w Drogiszce
- Józef Wasiak – polski wojskowy, kapitan piechoty Wojska Polskiego, kawaler Orderu Virtuti Militari[8].